# Pascal Wehrlein
Pascal Wehrlein (Sigmaringen, 1994. október 18. –) német és mauritiusi kettős állampolgársággal rendelkező autóversenyző, a 2015-ös DTM-szezon győztese, a sorozat legfiatalabb bajnokaként. Emellett a 2023–2024-es Formula–E világbajnokság első helyezettje.

## Pályafutása

### A kezdetek
2003-tól 2009-ig gokartozott. 2010-től kezdett el formaautózni az ADAC Formula Masters szériában a Mücke Motorsport színeiben. Négy dobogós helyezést (ebből 1 győzelem) szerzett ebben az évben, és hatodik lett az összesítésben. 2011-ben meg tudta nyerni a szériát, 8 győzelmet, továbbá 5 dobogós helyezést szerzett ebben az évben, ezzel Wehrlein lett az első pilóta, aki a Mücke Motorsport színeiben meg tudta nyerni ezt a szériát.
2012-től a Formula–3 Euroseries szériában, valamint a Formula–3 Európa-bajnokságban versenyzett. Előbbi szériában összesítésben második, míg utóbbi szériában összesítésben a 4. helyen végzett.
A 2013-as idényt is az európai Formula–3-as bajnokságban kezdte, az idénynyitó monzai versenyhétvégén mindhárom versenyen dobogóra állhatott (első futamon harmadik, második futamon első, harmadik futamon második lett.) Ebben az évben már több futamon itt nem is indult, tekintettel arra, hogy a DTM-ben a Mercedes pilótája lett.

### DTM (2013–2015, 2018)
2013-ban a Mercedes leszerződtette a DTM-be Wehrleint, ezzel 18 évesen ő lett a legfiatalabb versenyző, aki ebben a sorozatban debütált. Debütáló versenyét, az idénynyitó hockenheimi versenyt vezette is egy ideig, ám végül csak a 11. helyen ért célba. A Brands hatch-i és spielbergi versenyhétvégén már szerencsésebb volt, mindkét futamon a pontot érő 10. helyen ért célba. Pontot ezután már csak a nürburgringi futamon szerzett, szintén tizedikként. Az idényt a 22. helyen fejezte be 3 ponttal.
2014-ben megszerezte pályafutása első pole-pozícióját és győzelmét a DTM-ben a lausitzringi futamon, ezzel ő lett a széria legfiatalabb futamgyőztese. Az összesítésben 8. helyen zárt, 46 ponttal. Ettől az évtől kezdve a Mercedes Formula 1-es csapatának tartalékpilótája is lett.
2015-ben is a DTM-ben versenyzett, a Formula 1-hez hasonlóan itt is bevezették az állandó rajtszám használatát ettől az évtől kezdve. Wehrlein a 94-es rajtszámot választotta (amit később a Formula 1-be is "magával vitt"). 3 dobogós helyezésének, valamint 2 futamgyőzelmének köszönhetően meg tudta nyerni a bajnokságot, ezzel ő lett a DTM legfiatalabb bajnoka. Emellett ebben az évben tesztelt a Formula 1-ben a Mercedesnek és a Force Indiának.
2018. február 7-én hivatalossá vált, hogy Wehrlein visszatért a DTM-be a Mercedes által támogatott HWA Team pilótájaként.

### Formula–1 (2016–2017)
2016-ban a Manor Racing színeiben versenyzett a Formula–1-ben. Rajtszámának a 94-est választotta. Ebben az idényben egyetlen egy alkalommal, az osztrák nagydíjon szerzett pontot, miután a 10. helyen ért célba,ezzel megszerezve pályafutása első pontját. Ez a pontszerzés a csapat számára is az első volt, és mint később kiderült, az utolsó is (mint ismert, a Manor Racing 2017-ben csődbe ment). Első Formula–1-es szezonját összesítésben a 19. helyen zárta.
A 2017-es idényre a Sauber istállóhoz szerződött, ahol Marcus Ericsson csapattársa lett. Az első barcelonai tesztet kénytelen volt kihagyni, tekintettel arra, hogy a Miami-ban megrendezett Bajnokok Tornáján (Race Of Champions) balesetet szenvedett. Az évadnyitó ausztrál nagydíjon bár az első két szabadedzésen részt vett, a harmadikon már nem vett részt, egészségügyi okokra hivatkozva nem vállalta a hétvége további részét, így Antonio Giovinazzi vette át a helyét, aki ennek köszönhetően bemutatkozhatott a királykategóriában. A következő kínai nagydíjon sem indult, szintén Giovinazzi helyettesítette. Ebben az évben két alkalommal szerzett pontot, a spanyol nagydíjon elért 8., míg az azerbajdzsáni nagydíjon elért 10. helyezésének köszönhetően. Az évet 5 megszerzett ponttal a 18. helyen zárta.
2017. december 2-án a Sauber bejelentette, hogy 2018-ban a Charles Leclerc - Marcus Ericsson párossal vág neki az évnek, így Wehrlein számára nem maradt ülés az istállónál.
Toto Wolff még a 2018-as DTM-es bejelentését megelőzően úgy nyilatkozott, hogy Wehrlein a Mercedes Formula–1-es teszt- és fejlesztőpilótája marad, egy esetleges visszatérésre is esélyt hagyva.
A Mercedes 2018. szeptember 16-án bejelentette, hogy közös megegyezéssel felhagynak a pilóta támogatásával. Sokáig úgy tűnt hogy az orosz nagydíj hétvégéjén bejelentik a szintén visszatérő Daniil Kvyat csapattársaként a Toro Rossonál, de csak az orosz versenyző kapott szerződést a csapattól. 2018. november 26-án megerősítést nyert, hogy nem ő, hanem Alexander Albon kapja meg a csapat második ülését 2019-re.
Miután lejárt a szerződése a német gyártónál, 2019 januárjában a Ferrari fejlesztő- és tesztpilótája lett. 2020-ra továbbra is maradt az olasz csapat kötelékében.

### Formula–E (2018–)
Az indiai Mahindra Racing Formula–E csapta 2018. október 16-án bejelentette, hogy Wehrlein lesz Jérôme d’Ambrosio csapattársa a 2018–19-es szezonban Később, mivel a Formula–E-idény 2018-ban kezdődött, hivatalossá vált, hogy nem indulhat az első versenyen, mert az év végéig a Mercedeshez kötötte a szerződése. A szezon második versenyén, a marrakesi futamon mutatkozott be a szériában. Első pole-pozícióját a mexikói hétvége során szerezte. A versenyen Lucas di Grassi mögött 0,2010 másodperccel célba érve második helyen végzett, de utólag 5 másodperces büntetést kapott és visszacsúszott a hatodik helyre. A Párizsban rendezett futamon ő futotta a kvalifikáció legjobb idejét, de az alacsony súlyú autókkal részt vevő Mahindrákat utólag kizárták, így Oliver Rowland indulhatott az első rajtkockából a futamon. A szezont 58 pontot gyűjtve a ponttáblázat 12. helyén zárta.
A 2019–20-as idényben is a Mahindra színeiben indult a sorozatban. A koronavírus-járvány miatt félbeszakadt bajnokság szüneteltetése közben, 2020 júniusában bejelentette, hogy távozik az indiai gárdától és nem fejezi be az évadot, helyettese Alex Lynn lett.
2020. augusztus 14-én hivatalosan is bejelentették, hogy a 2020–21-es évadra visszatér a már világbajnoki státuszt kapó bajnokságba a gyári Porsche csapatába, André Lotterer csapattársaként. Az ideiglenesen Pueblába átkerült mexikói fordulón pole-pozíciót szerzett, majd elsőként haladt át célvonalon, de később kizárták a végeredményből, mivel csapata nem jelentette be hivatalosan a gumikészletét.
A 2021–22-es kiírásra is maradtak az istálló kötelékben. A harmadik fordulóban egy első rajtkockát érő időt ment az Autódromo Hermanos Rodríguez aszfaltcsíkon. A versenyen győzni tudott, mellyel megszerezte a gyári Porsche történetének első sikerét a Formula–E-ben, mögötte csapattársa, Lotterer ért be, így a német márka első kettős diadalát aratta.

## Eredményei

### Karrier összefoglaló
| Szezon  | Bajnokság                  | Csapat                           | Verseny         | Győzelem        | Pole            | Leggyorsabb kör | Dobogós helyezés | Pont            | Helyezés        |
| ------- | -------------------------- | -------------------------------- | --------------- | --------------- | --------------- | --------------- | ---------------- | --------------- | --------------- |
| 2010    | ADAC Formel Masters        | ADAC Berlin-Brandenburg e.V.     | 20              | 1               | 1               | 1               | 4                | 147             | 6.              |
| 2011    | ADAC Formel Masters        | ADAC Berlin-Brandenburg e.V.     | 24              | 7               | 7               | 4               | 7                | 12              | 1.              |
| 2012    | Formula–3 Euroseries       | Mücke Motorsport                 | 24              | 1               | 1               | 1               | 10               | 226             | 2.              |
| 2012    | Formula–3 Európa-bajnokság | Mücke Motorsport                 | 20              | 1               | 1               | 1               | 6                | 179             | 4.              |
| 2012    | Masters of Formula–3       | Mücke Motorsport                 | 1               | 0               | 0               | 0               | 0                | —               | 5.              |
| 2012    | Makaói nagydíj             | Mücke Motorsport                 | 1               | 0               | 0               | 0               | 0                | —               | 4.              |
| 2013    | Formula–3 Európa-bajnokság | Mücke Motorsport                 | 3               | 1               | 2               | 2               | 3                | 49              | 14.             |
| 2013    | DTM                        | Mücke Motorsport                 | 10              | 0               | 0               | 1               | 0                | 3               | 22.             |
| 2014    | DTM                        | HWA Team                         | 10              | 1               | 1               | 0               | 1                | 46              | 8.              |
| 2014    | Formula–1                  | Mercedes                         | Tesztpilóta     | Tesztpilóta     | Tesztpilóta     | Tesztpilóta     | Tesztpilóta      | Tesztpilóta     | Tesztpilóta     |
| 2015    | DTM                        | HWA Team                         | 18              | 2               | 0               | 1               | 5                | 169             | 1.              |
| 2015    | Formula–1                  | Mercedes                         | Tesztpilóta     | Tesztpilóta     | Tesztpilóta     | Tesztpilóta     | Tesztpilóta      | Tesztpilóta     | Tesztpilóta     |
| 2015    | Formula–1                  | Force India                      | Tesztpilóta     | Tesztpilóta     | Tesztpilóta     | Tesztpilóta     | Tesztpilóta      | Tesztpilóta     | Tesztpilóta     |
| 2016    | Formula–1                  | Manor Racing                     | 21              | 0               | 0               | 0               | 0                | 1               | 19.             |
| 2017    | Formula–1                  | Sauber                           | 18              | 0               | 0               | 0               | 0                | 5               | 18.             |
| 2018    | DTM                        | Mercedes-AMG Motorsport          | 20              | 0               | 0               | 0               | 1                | 108             | 8.              |
| 2018–19 | Formula–E                  | Mahindra Racing                  | 12              | 0               | 1               | 2               | 1                | 58              | 12.             |
| 2019    | Formula–1                  | Scuderia Ferrari                 | Fejlesztőpilóta | Fejlesztőpilóta | Fejlesztőpilóta | Fejlesztőpilóta | Fejlesztőpilóta  | Fejlesztőpilóta | Fejlesztőpilóta |
| 2019–20 | Formula–E                  | Mahindra Racing                  | 5               | 0               | 0               | 0               | 0                | 14              | 18.             |
| 2020    | Formula–1                  | Scuderia Ferrari                 | Fejlesztőpilóta | Fejlesztőpilóta | Fejlesztőpilóta | Fejlesztőpilóta | Fejlesztőpilóta  | Fejlesztőpilóta | Fejlesztőpilóta |
| 2020–21 | Formula–E                  | Porsche Formula E Team           | 15              | 0               | 1               | 0               | 1                | 79              | 11.             |
| 2021–22 | Formula–E                  | TAG Heuer Porsche Formula E Team | 16              | 1               | 1               | 0               | 1                | 71              | 10.             |
| 2022–23 | Formula–E                  | TAG Heuer Porsche Formula E Team | 16              | 3               | 0               | 0               | 4                | 149             | 4.              |
| 2023–24 | Formula–E                  | TAG Heuer Porsche Formula E Team | 16              | 3               | 3               | 0               | 5                | 198             | 1.              |
| 2024–25 | Formula–E                  | TAG Heuer Porsche Formula E Team | 0               | 0               | 0               | 0               | 0                | 0               | HN              |

* A szezon jelenleg is zajlik.

### Teljes Formula–3 Euroseries eredménysorozata
(Táblázat értelmezése)

(Félkövér: pole-pozícióból indult; dőlt: leggyorsabb kört futott) 

| Ki | 9 | 8 | 5 | 3 | 5 | 2 | 6 | 4 | 7 | 3 | Ki | 3 | 3 | 1 | 7 | 3 | 3 | 5 | 3 | 4 | 2 | 8 | 2 | 2. | 226 |

### Teljes Formula–3 Európa-bajnokság eredménysorozata
(Táblázat értelmezése)

(Félkövér: pole-pozícióból indult; dőlt: leggyorsabb kört futott) 

| 2012 | Mücke Motorsport |          |         |          |         |         |         |         |         |         |          |          |          |         |         |         |         |         |         |         |       |       |       |       |       |       |       |       |       |       |       |     |     |
| 2012 | Mücke Motorsport | HOC 1 Ki | HOC 2 8 | PAU 1 Ki | PAU 2 9 | BRH 1 5 | BRH 2 5 | RBR 1 2 | RBR 2 4 | NOR 1 7 | NOR 2 Ki | SPA 1 14 | SPA 2 12 | NÜR 1 3 | NÜR 2 1 | ZAN 1 7 | ZAN 2 3 | VAL 1 5 | VAL 2 4 | HOC 1 2 | HOC 2 |       |       |       |       |       |       |       |       |       |       | 4.  | 179 |
| 2013 | Mücke Motorsport |          |         |          |         |         |         |         |         |         |          |          |          |         |         |         |         |         |         |         |       |       |       |       |       |       |       |       |       |       |       |     |     |
| 2013 | Mücke Motorsport | MNZ 1 3  | MNZ 2 1 | MNZ 3 2  | SIL 1   | SIL 2   | SIL 3   | HOC 1   | HOC 2   | HOC 3   | BRH 1    | BRH 2    | BRH 3    | RBR 1   | RBR 2   | RBR 3   | NOR 1   | NOR 2   | NOR 3   | NÜR 1   | NÜR 2 | NÜR 3 | ZAN 1 | ZAN 2 | ZAN 3 | VAL 1 | VAL 2 | VAL 3 | HOC 1 | HOC 2 | HOC 3 | 14. | 49  |

### Teljes DTM eredménylistája
(Táblázat értelmezése)

(Félkövér: pole-pozícióból indult; dőlt: leggyorsabb kört futott) 

| Év   | Csapat                  | 1       | 2       | 3       | 4        | 5        | 6        | 7        | 8       | 9       | 10        | 11      | 12       | 13      | 14       | 15      | 16      | 17       | 18       | 19       | 20       | Helyezés | Pont |
| ---- | ----------------------- | ------- | ------- | ------- | -------- | -------- | -------- | -------- | ------- | ------- | --------- | ------- | -------- | ------- | -------- | ------- | ------- | -------- | -------- | -------- | -------- | -------- | ---- |
| 2013 | Mücke Motorsport        | HOC 11  | BRH 10  | SPL 10  | LAU 17   | NOR 20†  | MSC 11   | NÜR 10   | OSC 11  | ZAN 12  | HOC 17    |         |          |         |          |         |         |          |          |          |          | 22.      | 3    |
| 2014 | HWA Team                | HOC 11  | OSC Ki  | HUN 14  | NOR 5    | MSC 8    | SPL Ki   | NÜR 10   | LAU 1   | ZAN 7   | HOC 20†   |         |          |         |          |         |         |          |          |          |          | 8.       | 46   |
| 2015 | HWA Team                | HOC 1 2 | HOC 2 8 | LAU 1 5 | LAU 2 13 | NOR 1    | NOR 2 5  | ZAN 1 10 | ZAN 2 6 | SPL 1 2 | SPL 2 21† | MSC 1   | MSC 2 10 | OSC 1 5 | OSC 2 5  | NÜR 1 3 | NÜR 2 5 | HOC 1 8  | HOC 2 20 |          |          | 1.       | 169  |
| 2018 | Mercedes-AMG Motorsport | HOC 1 5 | HOC 2 6 | LAU 1 8 | LAU 2 3  | HUN 1 13 | HUN 2 12 | NOR 1 13 | NOR 2 9 | ZAN 1 4 | ZAN 2 6   | BRH 1 7 | BRH 2 4  | MIS 1 6 | MIS 2 12 | NÜR 1 7 | NÜR 2 9 | SPL 1 13 | SPL 2 6  | HOC 1 11 | HOC 2 18 | 8.       | 108  |

† A versenyt nem fejezte be, de helyezését értékelték, mert a versenytáv több, mint 75%-át teljesítette.

### Teljes Formula–1-es eredménysorozata
(Táblázat értelmezése)

(Félkövér: pole-pozícióból indult; dőlt: leggyorsabb kört futott) 

| Év   | Csapat | 1      | 2      | 3      | 4      | 5      | 6      | 7      | 8      | 9      | 10     | 11     | 12     | 13     | 14     | 15     | 16     | 17     | 18     | 19     | 20     | 21     | Helyezés | Pont |
| ---- | ------ | ------ | ------ | ------ | ------ | ------ | ------ | ------ | ------ | ------ | ------ | ------ | ------ | ------ | ------ | ------ | ------ | ------ | ------ | ------ | ------ | ------ | -------- | ---- |
| 2016 | Manor  | AUS 16 | BHR 13 | CHN 18 | RUS 18 | ESP 16 | MON 14 | CAN 17 | EUR Ki | AUT 10 | GBR Ki | HUN 19 | GER 17 | BEL Ki | ITA Ki | SIN 16 | MAL 15 | JPN 22 | USA 17 | MEX Ki | BRA 15 | UAE 14 | 19.      | 1    |
| 2017 | Sauber | AUS Vi | CHN    | BHR 11 | RUS 16 | ESP 8  | MON Ki | CAN 15 | AZE 10 | AUT 14 | GBR 17 | HUN 15 | BEL Ki | ITA 16 | SIN 12 | MAL 17 | JPN 15 | USA Ki | MEX 14 | BRA 14 | UAE 14 |        | 18.      | 5    |

### Teljes Formula–E eredménylistája
(Táblázat értelmezése)

(Félkövér: pole-pozícióból indult; dőlt: leggyorsabb kört futott) 

| Év      | Csapat          | 1      | 2      | 3      | 4     | 5      | 6      | 7      | 8       | 9      | 10     | 11     | 12     | 13     | 14     | 15    | 16     | Helyezés | Pont |
| ------- | --------------- | ------ | ------ | ------ | ----- | ------ | ------ | ------ | ------- | ------ | ------ | ------ | ------ | ------ | ------ | ----- | ------ | -------- | ---- |
| 2018–19 | Mahindra Racing | ADR    | MAR Ki | SAN 2  | MEX 6 | HKG Ki | SNY 7  | ROM 10 | PAR 10  | MON 4  | BER 10 | BRN Ki | NYC 7  | NYC 12 |        |       |        | 12.      | 58   |
| 2019–20 | Mahindra Racing | ADR 11 | ADR 15 | SAN 4  | MEX 9 | MAR 22 | BER    | BER    | BER     | BER    | BER    | BER    |        |        |        |       |        | 18.      | 14   |
| 2020–21 | Porsche         | DIR 5  | DIR 10 | ROM 7  | ROM 3 | VAL Ki | VAL 18 | MON Ki | PUE Kiz | PUE 4  | NYC Ki | NYC 5  | LON 10 | LON 5  | BER 21 | BER 6 |        | 11.      | 79   |
| 2021–22 | Porsche         | DIR 11 | DIR 9  | MEX 1  | ROM 8 | ROM 6  | MON Ki | BER 6  | BER 12  | JAK 8  | MAR 12 | NYC 6  | NYC 11 | LON 10 | LON 10 | SEO 7 | SEO Ki | 10.      | 71   |
| 2022–23 | Porsche         | MEX 2  | DRH 1  | DRH 1  | HAI 4 | FOK Ki | SAP 7  | BER 6  | BER 7   | MON 10 | JAK 1  | JAK 6  | POR 8  | ROM 9  | ROM 7  | LON 9 | LON 10 | 4.       | 149  |
| 2023–24 | Porsche         | MEX 1  | DIR 8  | DIR 7  | SAP 4 | TOK 5  | MIS 16 | MIS 1  | MON 5   | BER 5  | BER 4  | SHA 2  | SHA 20 | POR 10 | POR 4  | LON 1 | LON 2  | 1.       | 198  |
| 2024–25 | Porsche         | SAP Ki | MEX 3  | JED 15 | JED 8 | MIA 1  | MON 6  | MON 7  | TOK 13  | TOK 2  | SHA 12 | SHA 2  | JAK 11 | BER 2  | BER 15 | LON 3 | LON    | 2.*      | 141* |

* A szezon jelenleg is zajlik.
† A versenyt nem fejezte be, de helyezését értékelték, mert a versenytáv több, mint 90%-át teljesítette.